# دان كين
جون دانيال "رازين" كاين (من مواليد 10 أغسطس 1968) جنرال في القوات الجوية الأمريكية ومستثمر مغامر، يشغل حاليًا منصب الرئيس الثاني والعشرين لهيئة الأركان المشتركة. شغل منصب المدير المساعد للشؤون العسكرية في وكالة المخابرات المركزية من عام 2021 إلى عام 2024.
تخرج كين من معهد فرجينيا العسكري عام 1990. وبعد ذلك بوقت قصير، عُيّن ضابطًا، وشغل مناصب مختلفة في سلاح الجو، أبرزها طيارًا لطائرة إف-16. وبحلول عام ٢٠٢٥، بلغ عدد ساعات طيران كين 2800 ساعة، وخدم في العراق مرتين. شغل منصب مساعد القائد العام لقيادة العمليات الخاصة المشتركة من عام 2016 إلى عام 2018، ونائب القائد العام لقوة مهام العمليات الخاصة لعملية العزم الصلب من عام 2018 إلى عام 2019، ومدير برامج الوصول الخاص في مكتب وكيل وزارة الدفاع لشؤون المشتريات والاستدامة من عام 2019 إلى عام 2021. وتقاعد في عام 2024.
في فبراير 2025، أقال الرئيس دونالد ترامب تشارلز كيو براون الابن من رئاسة هيئة الأركان المشتركة، وعيّن كين مرشحًا له ليحل محله. وقد أكّد مجلس الشيوخ الأمريكي تعيين كين في أبريل. وهو أول رئيس لهيئة الأركان المشتركة لم يسبق له أن شغل رتبة جنرال أو أميرال بأربع نجوم قبل ترشيحه، وأول من يُرشّح بعد تقاعده.